# Karlstad CCC

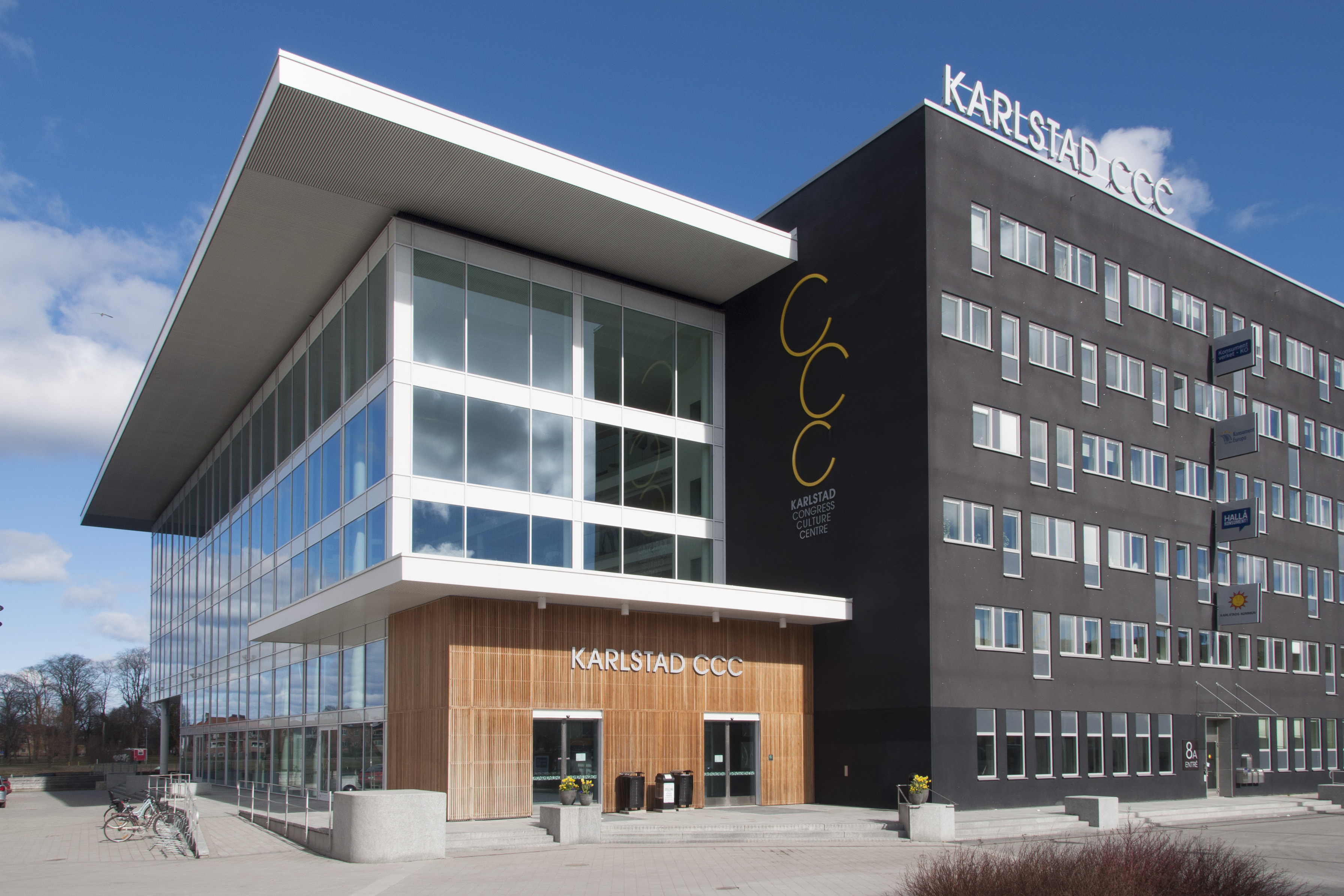
Karlstad CCC

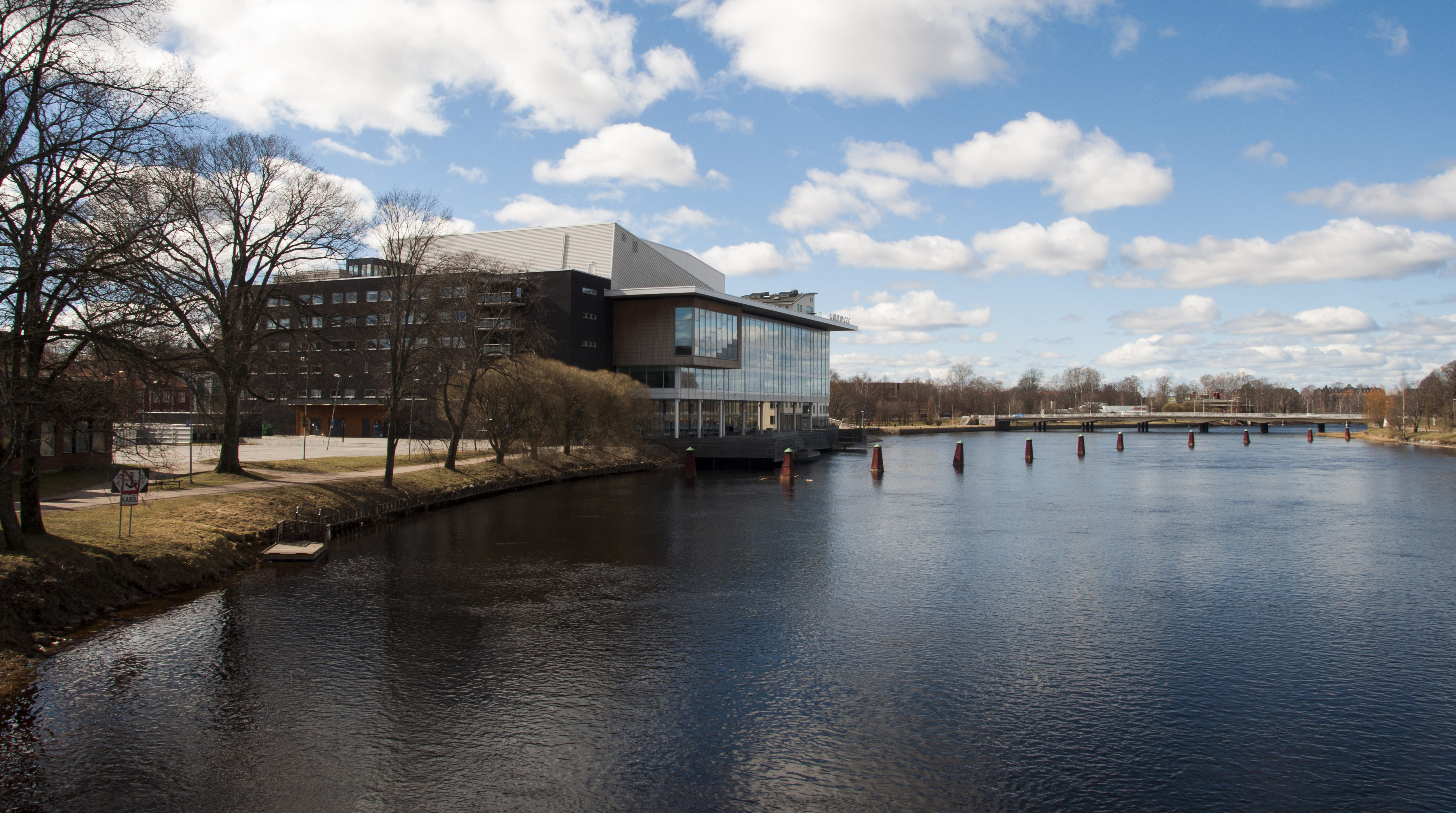
Anläggningen sedd från Östra bron. Dykdalberna användes tidigare för flottning.

Karlstad Congress Culture Centre är en konferensanläggning i Haga i Karlstad med Klarälven på norra sidan och Pråmkanalen på den västra. Byggnaden är byggd i huvudsak av glas och trä och Ulf Bergfjord var arkitekten. Den 14 december 2011 fick Karlstad CCC Karlstads kommuns byggnadspris 2011.
Karlstad CCC är en anläggning som är 24000 kvadratmeter stor varav 18 000 är mötesyta. Totalt finns 19 möteslokaler där den största, kongressalen, som även tjänar som konsertsal, rymmer 1 620 personer. Restaurang Karl IX har plats för 1 200 sittande gäster. Till restaurangen hör en 700 kvadratmeter stor brygga som även tjänar som hållplats för båtbussarna som trafikerar Karlstads vattenvägar sommartid. 
Varje år arrangeras ett 40-tal publika konserter, mässor och evenemang på Karlstad CCC. Dessutom är det mötesplats för ett stort antal kongresser, konferenser, möten och kick-offer varje år. 
Karlstad CCC drivs av företaget Visit Karlstad AB.

## Ombyggnad
I januari 2011 invigdes Karlstad CCC efter att gamla Carlstad Conference Center byggts om, planer som las fram redan 2007.